# Okinawa soba
Okinawa soba (沖縄そば) er relativt tykke nudler fra Okinawa-præfekturet i Japan, der i modsætning til soba ikke laves af boghvede men af hvede. Disse nudler, og nudelsuppen der laves af dem, kaldes for Okinawa soba. De minder om de japanske nudler, der kaldes udon. På Yaeyamaøerne i det sydlige Okinawa er nudlerne runde og kaldes også for Yaeyama soba, mens de på øen Okinawa og de andre øer er lidt fladere.